# Saint-Saturnin (Charente)
Saint-Saturnin település Franciaországban, Charente megyében. Lakosainak száma 1273 fő (2022. január 1.). Saint-Saturnin Asnières-sur-Nouère, Champmillon, Fléac, Hiersac, Linars és Trois-Palis községekkel határos.

## Népesség
A település népessége az elmúlt években az alábbi módon változott:
| Lakosok száma | 619  | 820  | 1083 | 1291 | 1300 | 1289 | 1292 | 1296 | 1288 | 1273 |
|               | 1968 | 1982 | 1990 | 2006 | 2013 | 2015 | 2017 | 2019 | 2020 | 2022 |